# Amanda Lind
Amanda Lind (ur. 2 sierpnia 1980 w Härnösand) – szwedzka polityk i samorządowiec, w latach 2019–2021 minister, od 2024 współprzewodnicząca Partii Zielonych.

## Życiorys
Z wykształcenia psycholożka, w 2009 ukończyła studia na Uniwersytecie w Umeå. Pracowała w wyuczonym zawodzie. Pod koniec lat 90. dołączyła do Partii Zielonych, pełniła różne funkcje w strukturach tego ugrupowania. Działała w administracji kulturalnej regionu administracyjnego Västernorrland. Była też pierwszą wiceprzewodniczącą zarządu gminy Härnösand. W 2016 została sekretarzem krajowym Partii Zielonych.
W styczniu 2019 weszła w skład drugiego gabinetu Stefana Löfvena jako minister kultury, demokracji i sportu. Pozostała na tej funkcji również w utworzonym w lipcu 2021 trzecim gabinecie tegoż premiera, kończąc urzędowanie w listopadzie tegoż roku.
W wyborach w 2022 uzyskała mandat posłanki do Riksdagu. W kwietniu 2024 została współprzewodniczącą (rzeczniczką), zastępując na tej funkcji Märtę Stenevi.

## Życie prywatne
Jej mężem został filmowiec Björn Ola Lind. Mają troje dzieci. Uczestniczka larpów.